# Gisela Inês de Anhalt-Köthen
Gisela Inês de Anhalt-Köthen (em alemão:  Gisela Agnes; Köthen, 21 de setembro de 1722 – Dessau, 20 de abril de 1751) foi princesa de Anhalt-Köthen por nascimento, além de princesa de Anhalt-Dessau pelo seu casamento com Leopoldo II de Anhalt-Dessau.

## Família
Gisela Inês foi a única filha do príncipe Leopoldo de Anhalt-Köthen e de sua primeira esposa, a princesa Frederica Henriqueta de Anhalt-Bernburg.
Os seus avós paternos eram o príncipe Emanuel Lebrecht de Anhalt-Köthen e Gisela Inês de Rath, condessa de Nienburg. Os seus avós maternos eram o príncipe Carlos Frederico de Anhalt-Bernburg e a condessa Sofia Albertina de Solms-Sonnenwalde.
Gisela Inês, pela linhagem materna, era uma descendente do rei Cristiano III da Dinamarca e de sua consorte, Doroteia de Saxe-Lauemburgo, através do filho do casal, João II, Duque de Eslésvico-Holsácia-Sonderburgo-Plön.
Do segundo casamento do pai com a princesa Carlota Frederica de Nassau-Siegen, teve dois irmãos mais novos, que morreram ainda na infância: Emanuel Luís e Leopoldina Carlota.

## Biografia
Quando o seu pai, Leopoldo, morreu em 1728 sem deixar herdeiros do sexo masculino, ele foi sucedido no Principado de Anhalt-Köthen pelo irmão, Augusto Luís. Contudo, Gisela Inês reivindicou o seu título alodial em oposição ao tio, e levou o seu caso para a Câmara da Corte Imperial do Sacro Império Romano-Germânico. O príncipe João Augusto de Anhalt-Zerbst mediou, e os dois chegaram a um acordo. A jovem princesa foi recompensada com uma soma de 100.000 táleres, além de uma pensão anual até o seu casamento. Ela também recebeu a coleção de armas e moedas do pai, e mais 32.000 táleres pela vila de Prosigk (hoje na Saxônia-Anhalt), o estado de Klepzig e a cidade de Köthen.

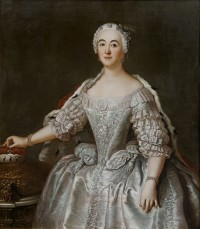
Pintura inspirada em Christoph Friedrich Reinhold Lisiewski.

No dia 25 de maio de 1737, em Bernburg, Gisela Inês se casou com o seu primo, o futuro príncipe Leopoldo II Maximiliano, filho de Leopoldo I de Anhalt-Dessau e de Ana Luísa Föhse. Ela tinha somente 14 anos, e ele já tinha 36.
O casamento que durou quase 15 anos, foi descrito como muito feliz, e eles tiveram sete filhos juntos, quatro meninos e três meninas.
A princesa faleceu em 20 de abril de 1751, com apenas 28 anos de idade, e foi enterrada na Igreja de Santa Maria, em Dessau. Aparentemente a morte da esposa foi um grande baque para Leopoldo, e ele morreu oito meses depois dela, em 16 de dezembro, aos 50 anos, e foi sepultado na mesma igreja que a esposa.

## Descendência
- Leopoldo III Frederico Francisco, Duque de Anhalt-Dessau (10 de agosto de 1740 – 9 de agosto de 1817), sucessor do pai. Foi casado com a prima Luísa de Brandemburgo-Schwedt, com quem teve dois filhos;
- Luísa (1742 – 1743)
- Henriqueta Catarina Inês (5 de junho de 1744 – 15 de dezembro de 1799) foi esposa do barão João Justo de Loën, com quem teve uma filha;
- Maria Leopoldina (18 de novembro de 1746 – 15 de abril de 1769), foi casada com Simão Augusto, Conde de Lipa-Detmold, com quem teve um filho;
- João Jorge (1748 – 1811), não se casou e nem teve filhos;
- Casimira (19 de janeiro de 1749 – 8 de novembro de 1778), foi casada com o viúvo da irmã, o conde Simão Augusto, com quem teve um filho;
- Alberto Frederico (1750 – 1811), foi marido da condessa Henriqueta de Lipa-Weissenfeld, mas não teve filhos.